# Zungoli
Zungoli ist eine italienische Gemeinde mit 935 Einwohnern (Stand 31. Dezember 2023) in der Provinz Avellino in der Region Kampanien. Sie ist Teil der Bergkommune Comunità Montana dell’Ufita und ist Mitglied der Vereinigung I borghi più belli d’Italia (Die schönsten Orte Italiens).

## Geografie
Der Nachbarorte sind Anzano di Puglia (FG), Ariano Irpino, Flumeri, Monteleone di Puglia (FG), San Sossio Baronia und Villanova del Battista.

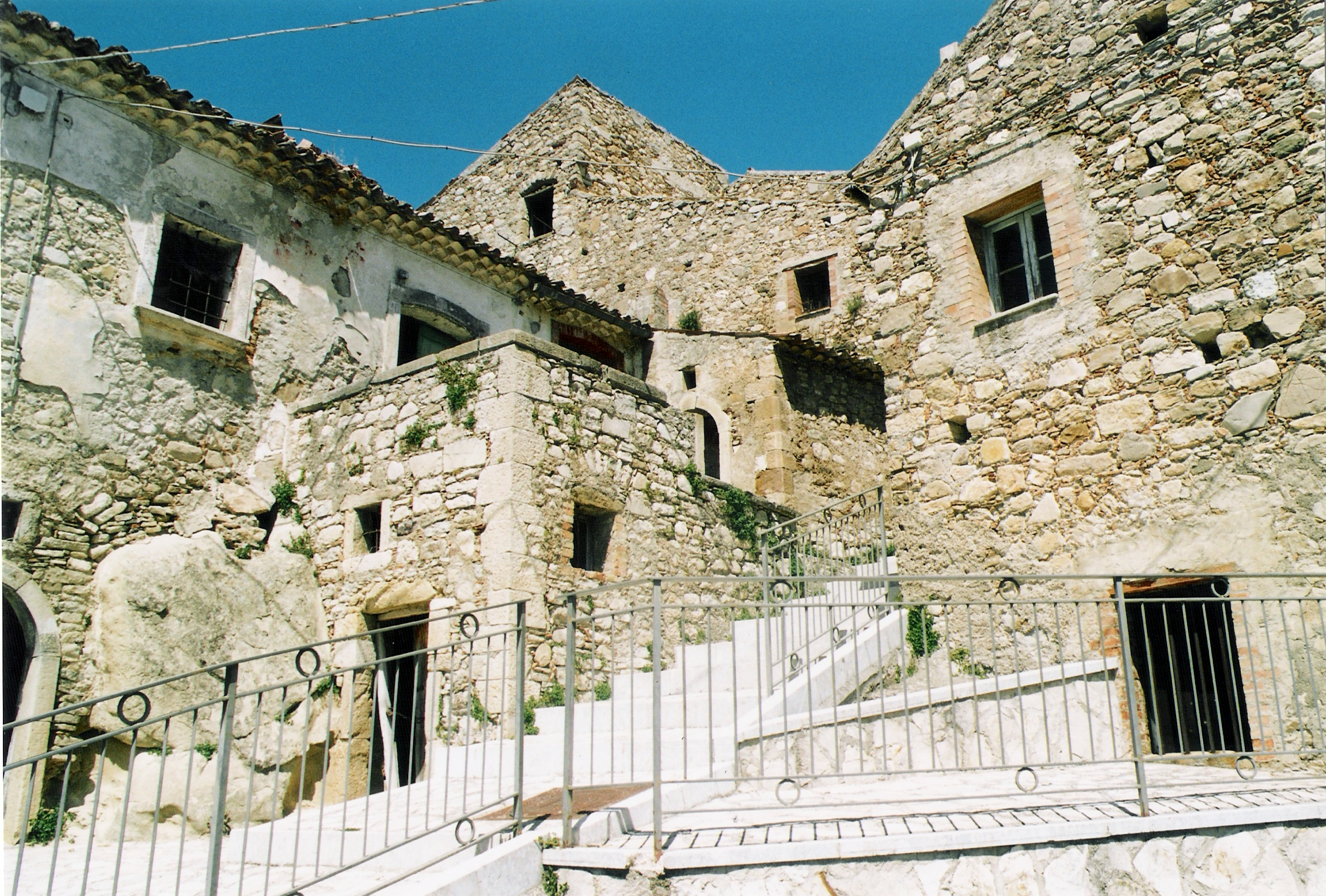
Zentrum von Zungoli
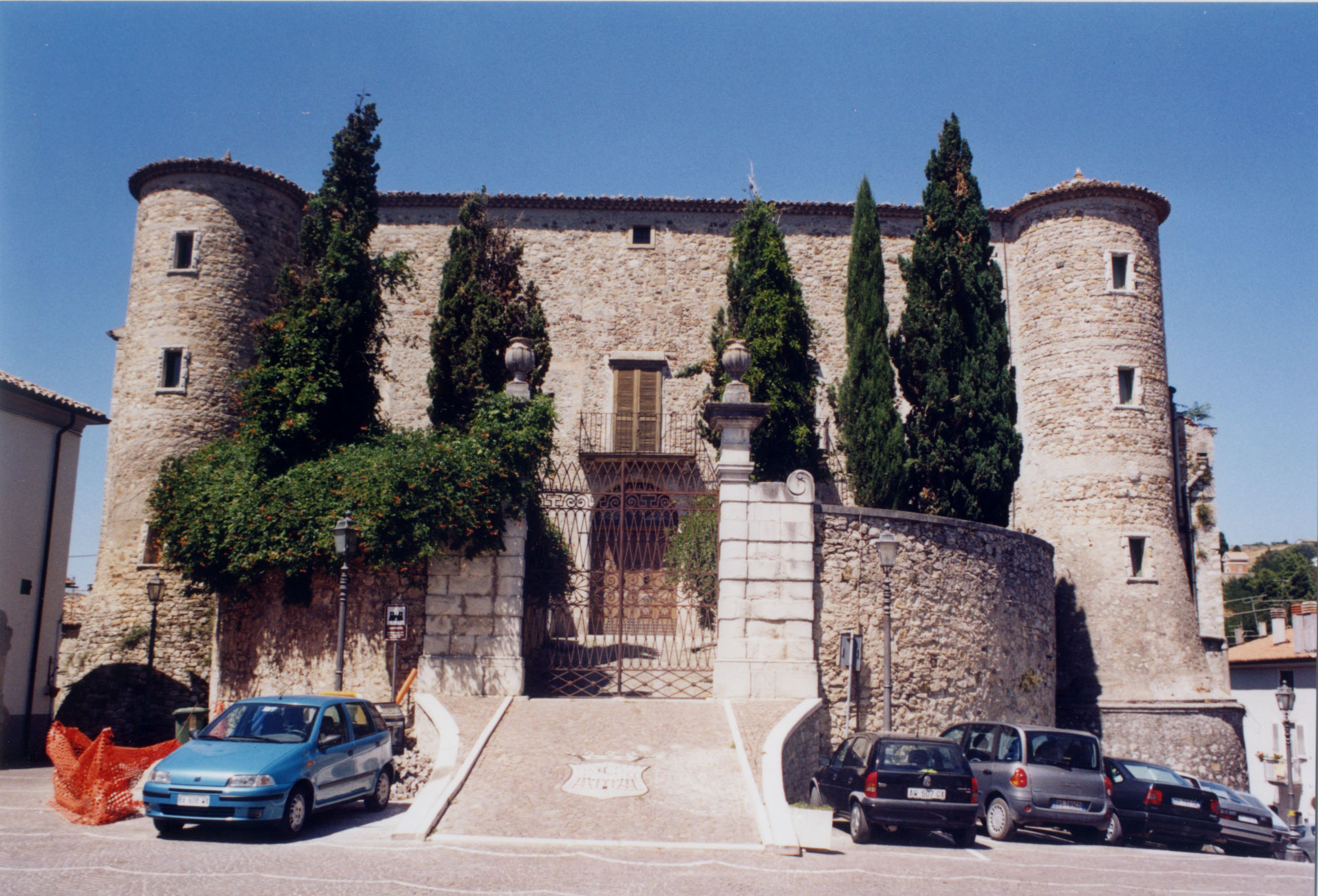
Die Burg